# Roelof van Driesten
Roelof van Driesten (Rotterdam, 4 november 1944 – Geesteren, 8 april 2022) was een Nederlands dirigent en violist. 
Van Driesten speelde al op achtjarige leeftijd viool. Beide ouders waren muzikaal, moeder zou concertpianist zijn geweest. Op zestienjarige leeftijd begon hij aan de opleiding aan het Rotterdams Conservatorium bij Jewssey Wolff. In 1964 studeerde hij er af en vertrok voor een aanvullende studie naar Ricardo Podnoposoff in Wenen (speelde er in het Wiener Barok Ensemble)en Leslaw Simon. In 1966 werd hij na een auditieronde vanuit de groep violisten benoemd tot tweede concertmeester van het Rotterdams Philharmonisch Orkest.    Hij soleerde ook wel bij het Rotterdams Kamerorkest. In 1972 stond hij als dirigent voor het Conservatorium Orkest. Tijdens het orkestspel vatte hij belangstelling op van wat andere musici moesten spelen. Onder leiding van Edo de Waart werd een vijfjarenplan uitgestippeld waarbij hij steeds meer zou dirigeren (eerst assistent-dirigent) en minder viool spelen. Aan het eind van seizoen 1978/1979 speelde hij daar zijn laatste orkestpartij.    
In 1979 was hij een van de gastdirigenten van het Frysk Orkest en het Noord Nederlands Orkest. In 1980 was hij samen met Vladimir Válek en Kees Bakels naast Zsolt Deáky vaste dirigent van het Friese orkest. In 1981 leidde hij er Viktor Liberman in het vioolconcert van Johannes Brahms. Tussen 1982 en 1985 was hij chef-dirigent van het Noordhollands Philharmonisch Orkest dat hij, wegens dreigende bezuinigingen van overheidswege, besloot te verlaten. Zijn verbintenis met het Frysk Orkest liep door tot eind seizoen 1988-1989, toen dat orkest met het Noordelijk Filharmonisch Orkest fuseerde tot Noord Nederlands Orkest. Na als gastdirigent voor het Nederlands Balletorkest te hebben gestaan, werd hij in eerste instantie tot 1996 de chefdirigent aldaar.
Hij beëindigde zijn dirigentencarrière wegens toenemend gehoorverlies echter in 1995 nadat de eerste verschijnselen daarvan in januari 1993, tijdens repetities voor een uitvoering van Sjostakovitsj's Symfoneie nr. 7, zich openbaarden. Het gehoorverlies openbaarde zich door het verschillend waarnemen van het linker ten opzichte van het rechteroor. Zijn functie in het Balletorkest verschoof naar een adviseurschap achter een bureau. Zijn afscheid was landelijk nieuws. 
Hij geniet enige bekendheid door zijn inzet voor het werk van de componisten Willem Pijper en Matthijs Vermeulen. In de jaren 1980 nam Van Driesten voor het platenlabel Composers' Voice, met het Rotterdams Philharmonisch Orkest, alle orkestwerken van Pijper op. Tevens registreerde hij Vermeulens 1e, 5de en 7de symfonie.
Roelof van Driesten overleed in 2022 op 77-jarige leeftijd.
Hij was zoon van Geert Jan van Driesten en Ruth Tomm, bekend als Van Driesten (musicus) & Ruth Tomm (lerares mondharmonicaschool en dirgente). Roeloefs zoon Merijn van Driesten werd musicus.
- International Standard Name Identifier: 0000 0000 5732 4701
- MusicBrainz: 6a3e0f52-1891-4b00-8f7b-0f1fcde5db7a